# Embudo

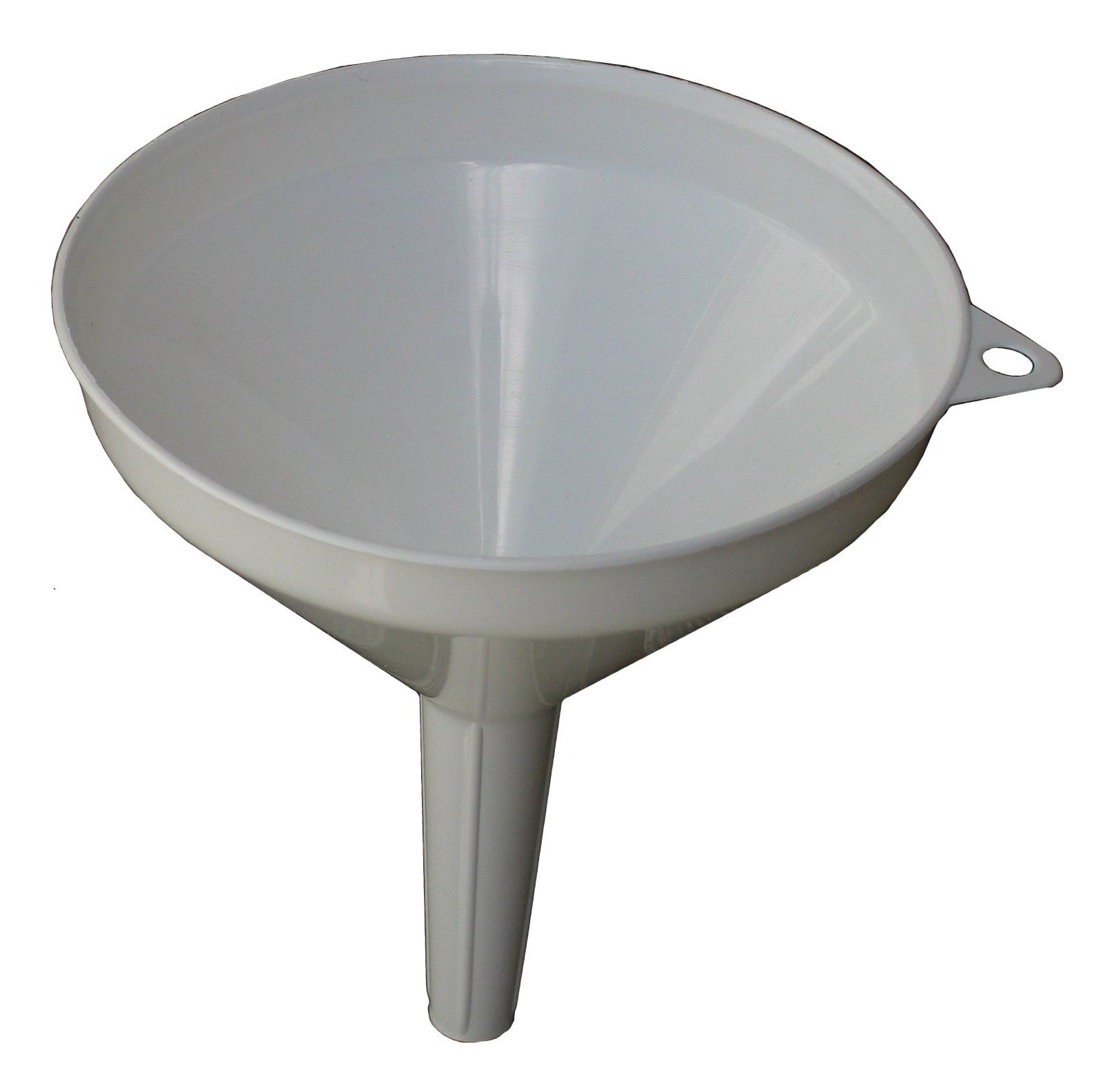
Embudo de plástico.

Un embudo de filtración, fonil o simplemente embudo es un instrumento para canalizar líquidos y materiales granulares en recipientes con bocas estrechas, evitando que se derrame la sustancia a tratar. También se emplea para separar sólidos de líquidos a través del proceso de laboratorio llamado filtración.

## Estructura y uso

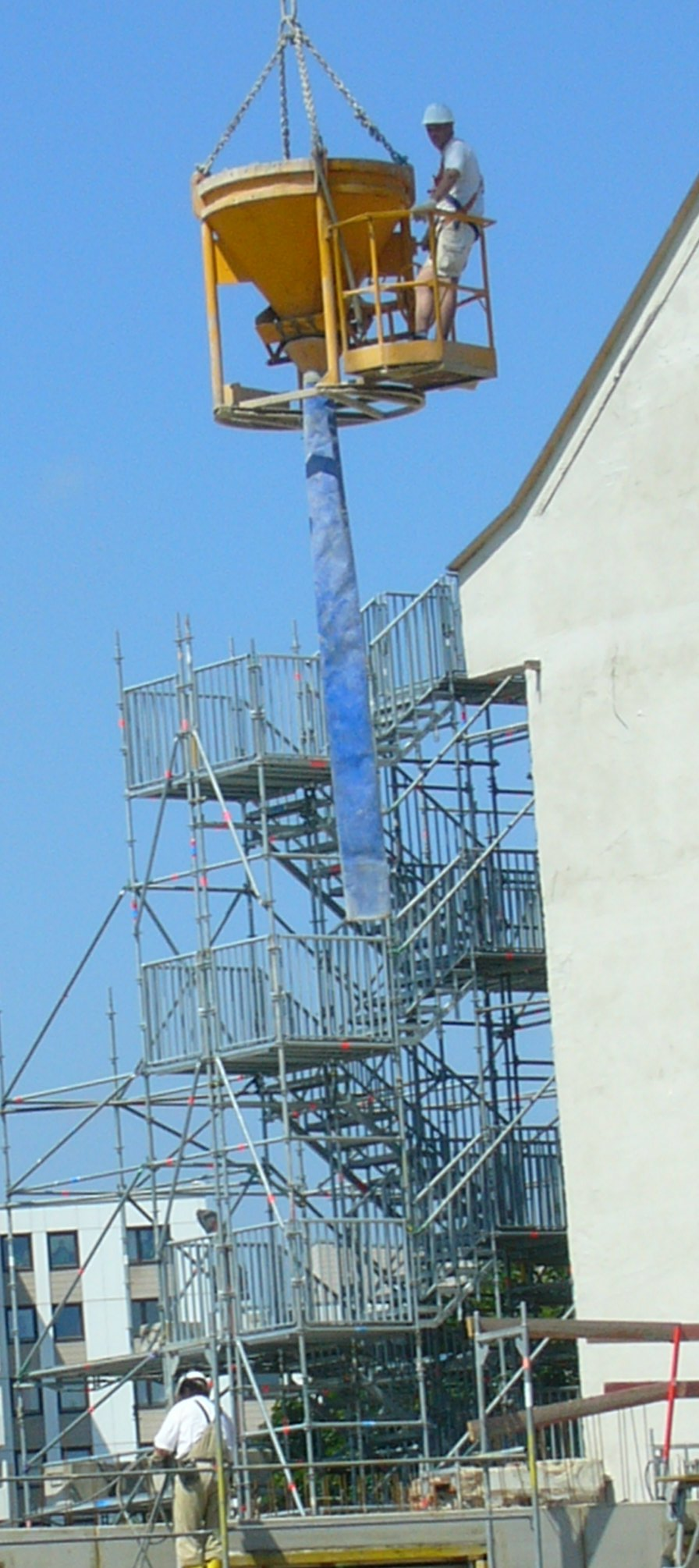
Embudo lleno de hormigón (tremi) para canalizarlo antes de su fraguado.

El embudo está generalmente formado por dos conos; en su parte superior el cono mayor —más ancha— es el encargado de recibir la entrada de los líquidos y el inferior, que puede ser un simple cilindro, sirve para canalizar a un recipiente el flujo proveniente de la parte superior. Los embudos suelen hacerse de plástico, vidrio o de distintos metales.
Para realizar una filtración, se corta una pieza de papel de filtro en forma de disco, se dobla en forma de cono y se coloca en el embudo. La suspensión de sólidos y líquidos se vierte encima del papel que está sobre el embudo. Las partículas sólidas son demasiado grandes para pasar por el filtro de papel y se quedan en el papel, mientras que las moléculas mucho más pequeñas de líquido pasan a través del papel hasta un recipiente colocado debajo del embudo, produciendo un filtrado. El papel de filtro se utiliza una sola vez.
Si sólo el líquido es de interés, el papel se descarta; si la parte sólida en suspensión es de interés, tanto en el residuo sólido en el papel y el filtrado líquido se mantienen para su posterior análisis.
Si el filtro de papel tiene poros pequeños, las moléculas de líquidos no polares con forma de largas cadenas, como el petróleo, pueden obstruir el filtro de papel.

## Variables
Los embudos de filtración varían de tamaño según el volumen de la suspensión que debe ser filtrada. Por lo general están construidos de plástico, para un uso general, excepto cuando el filtrado de ciertos disolventes requiere el uso de cristal, que es el caso más general cuando se usa en un laboratorio. La forma cónica es la más frecuente, llamada también forma alemana. Los diámetros más frecuentes oscilan entre 4 y 15 cm. En algunos casos, el vástago finaliza en una junta de vidrio esmerilado.
Otros modelos ordinarios, construidos en polietileno o acero galvanizado y con un filtro de malla de latón o plástico, normalmente para el uso en el automóvil y el taller, se emplean para filtrar los desechos de combustible, aceite lubricante y refrigerante.s la más frecuente, llamada también forma alemana. Los diámetros más frecuentes oscilan entre 4 y 15 cm. En algunos casos, el vástago finaliza en una junta de vidrio esmerilado.
Las dimensiones responden al área donde se los utilice, en perfumería tienen un diámetro pequeño de 4 cm, o los utilizados como tolvas para granos, semillas o áridos, con varios metros de diámetro y que pueden ser consideradas como grandes embudos para sólido. Algunos tipos de embudos empleados en laboratorio cambian la longitud del vástago como en el tubo de seguridad, o la forma del cuerpo como en el caso del embudo Büchner, una pieza del material de laboratorio de química utilizado para realizar filtraciones, o el embudo de decantación para separar líquidos inmiscibles. Otros embudos empleados en sectores industriales son el Tremi, empleado en construcción para canalizar el hormigón.[cita requerida]

## Cuestiones jurídicas
Al igual que otros muchos objetos comunes de vidrio, los embudos de filtración podrían ser utilizados en la producción de narcóticos ilegales (cocaína, heroína, etcétera). En un esfuerzo por limitar la producción de tales sustancias, algunos estados de Estados Unidos (incluyendo Texas) han comenzado a exigir permisos para comprar artículos de vidrio, incluido embudos de filtración, así como los productos químicos identificados como reactivos comunes.

## En la cultura

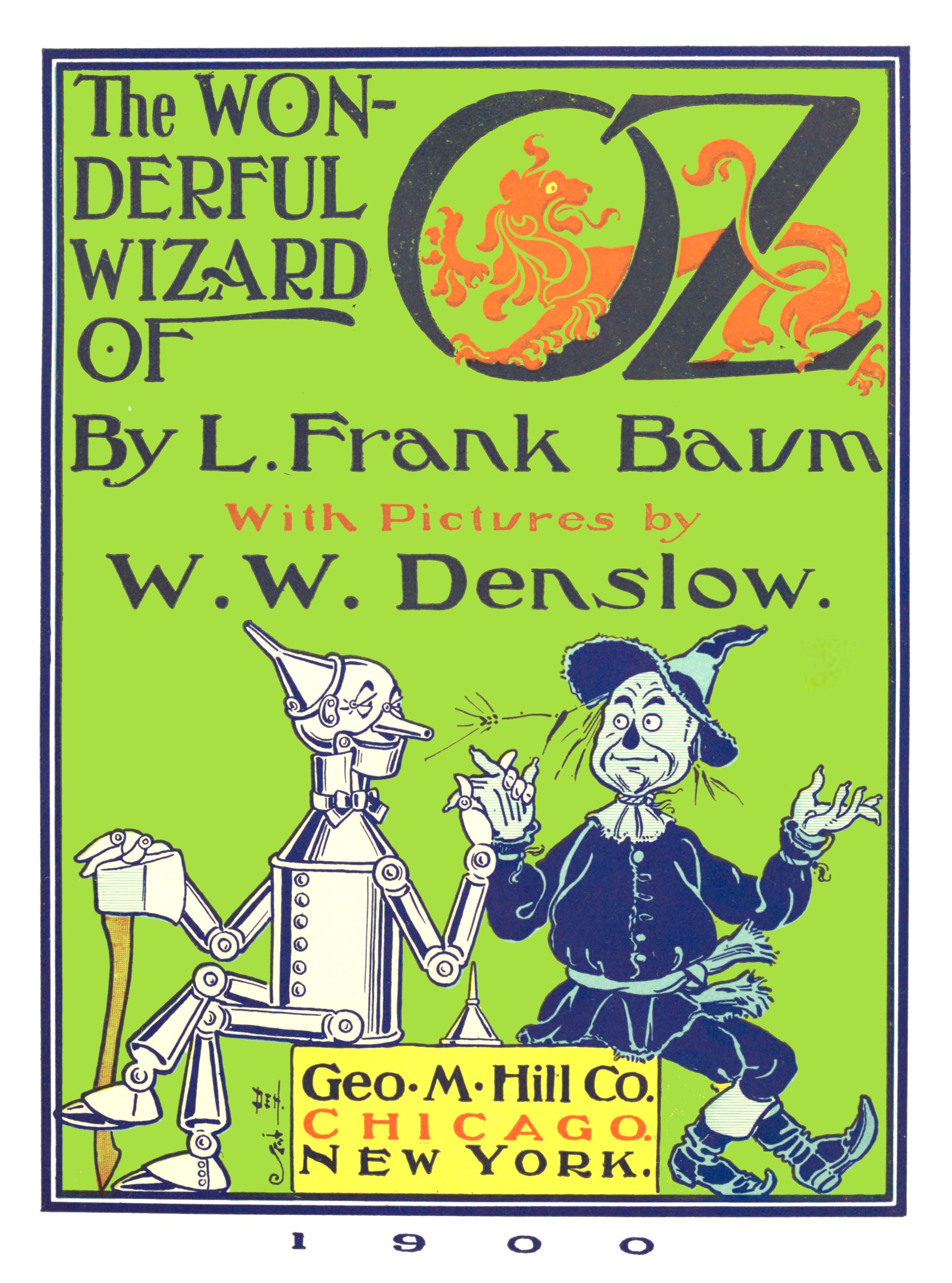
En el libro El maravilloso mago de Oz, el hombre de hojalata tiene un embudo invertido como sombrero.

El embudo invertido es un símbolo de la locura.[cita requerida] Aparece en muchas representaciones medievales de los locos. Por ejemplo, en las obras de Hieronymus Bosch, La nave de los locos y Alegoría de la gula y la lujuria aparecen representaciones alegóricas de este instrumento.[cita requerida]
En la cultura popular, el Hombre de hojalata, de la novela de L. Frank Baum, El maravilloso Mago de Oz (y en la mayoría de las dramatizaciones de la misma) utiliza un embudo invertido con un sombrero, a pesar de que nunca se menciona específicamente en la historia original. Esta representación se originó en la Segunda Guerra a partir de las ilustraciones originales para el libro, de W. W. Denslow.[cita requerida]